# Serranus
Serranus é um género de peixes da família Serranidae e da subfamília Serraninae que inclui as espécies conhecidas pelo nome comum de serrano, mariquita, perca-de-fundo, entre outros.

## Espécies
Atualmente existem 31 espécies reconhecidas neste gênero:
- Serranus accraensis (Norman, 1931)
- Serranus aequidens C. H. Gilbert, 1890
- Serranus aliceae Carvalho-Filho & C. E. L. Ferreira, 2013 [5]
- Serranus annularis (Günther, 1880)
- Serranus atricauda Günther, 1874
- Serranus atrobranchus (Cuvier, 1829)
- Serranus baldwini (Evermann & Marsh, 1899)
- Serranus cabrilla (Linnaeus, 1758)
- Serranus chionaraia C. R. Robins & Starck, 1961
- Serranus drewesi Iwamoto, 2018
- Serranus flaviventris (Cuvier, 1829)
- Serranus hepatus (Linnaeus, 1758)
- Serranus heterurus (Cadenat, 1937)
- Serranus huascarii Steindachner, 1900
- Serranus inexpectatus Wirtz & Iwamoto, 2018
- Serranus luciopercanus Poey, 1852
- Serranus maytagi C. R. Robins & Starck, 1961
- Serranus notospilus Longley, 1935
- Serranus novemcinctus Kner, 1864
- Serranus phoebe Poey, 1851
- Serranus psittacinus Valenciennes, 1846
- Serranus pulcher Wirtz & Iwamoto, 2016[6]
- Serranus sanctaehelenae Boulenger, 1895
- Serranus scriba (Linnaeus, 1758)
- Serranus socorroensis G. R. Allen & D. R. Robertson, 1992
- Serranus stilbostigma (D. S. Jordan & Bollman, 1890)
- Serranus subligarius (Cope, 1870)
- Serranus tabacarius (Cuvier, 1829)
- Serranus tico G. R. Allen & D. R. Robertson, 1998
- Serranus tigrinus (Bloch, 1790)
- Serranus tortugarum Longley, 1935

## Galeria

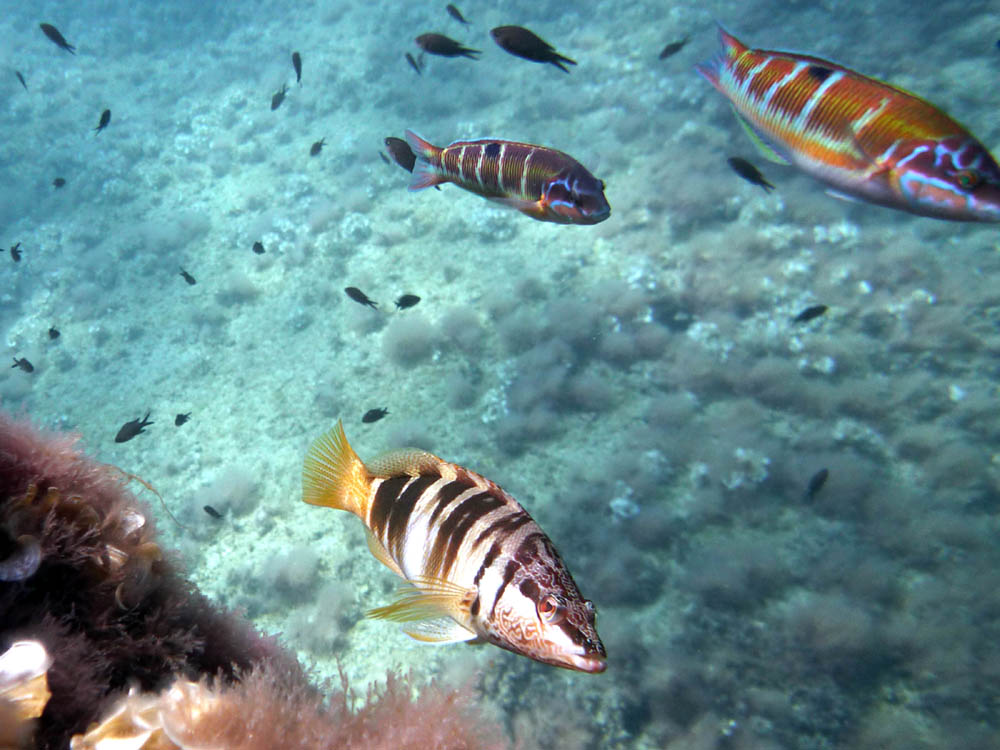
Serranus scriba
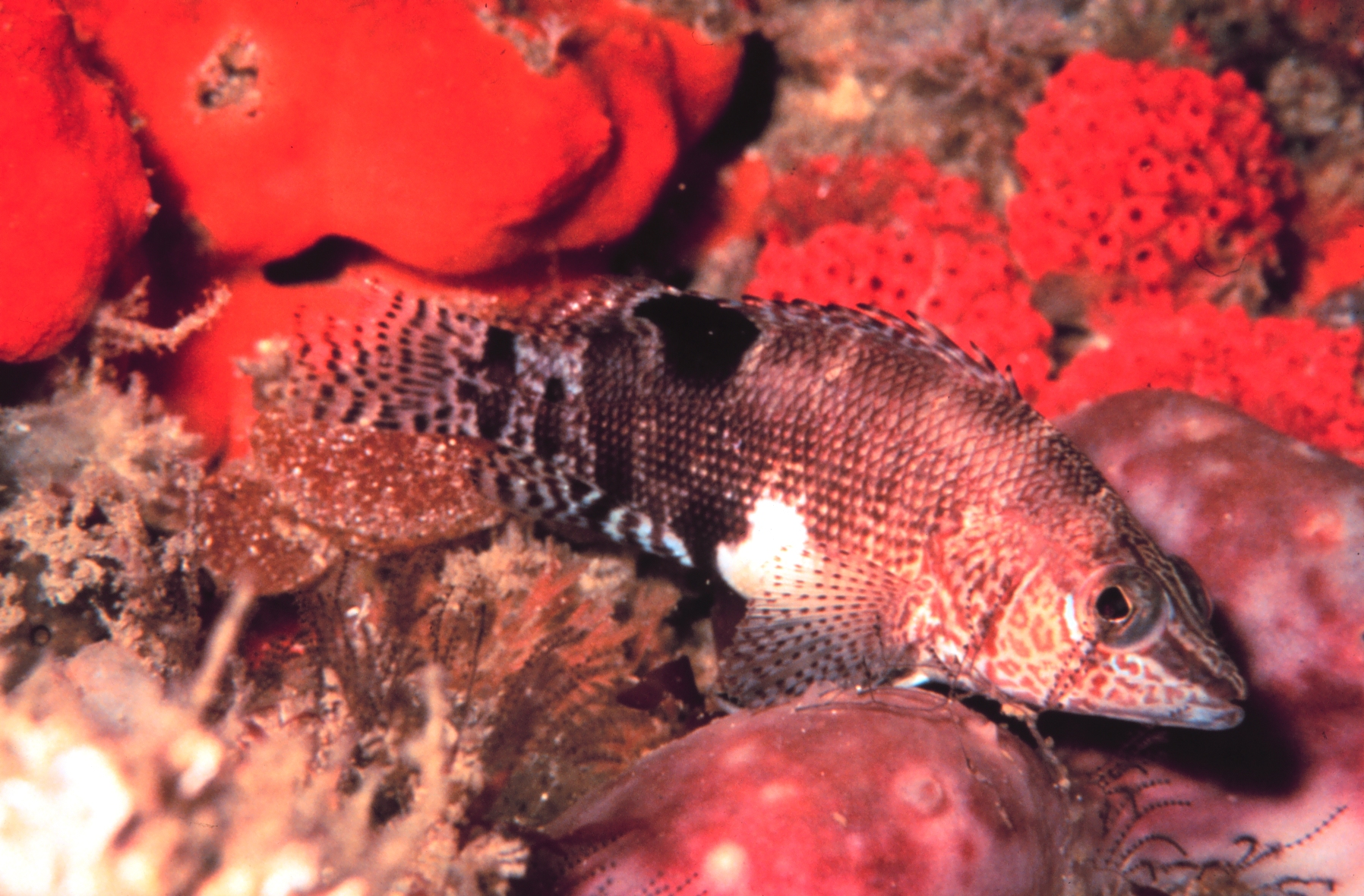
Serranus subligarius
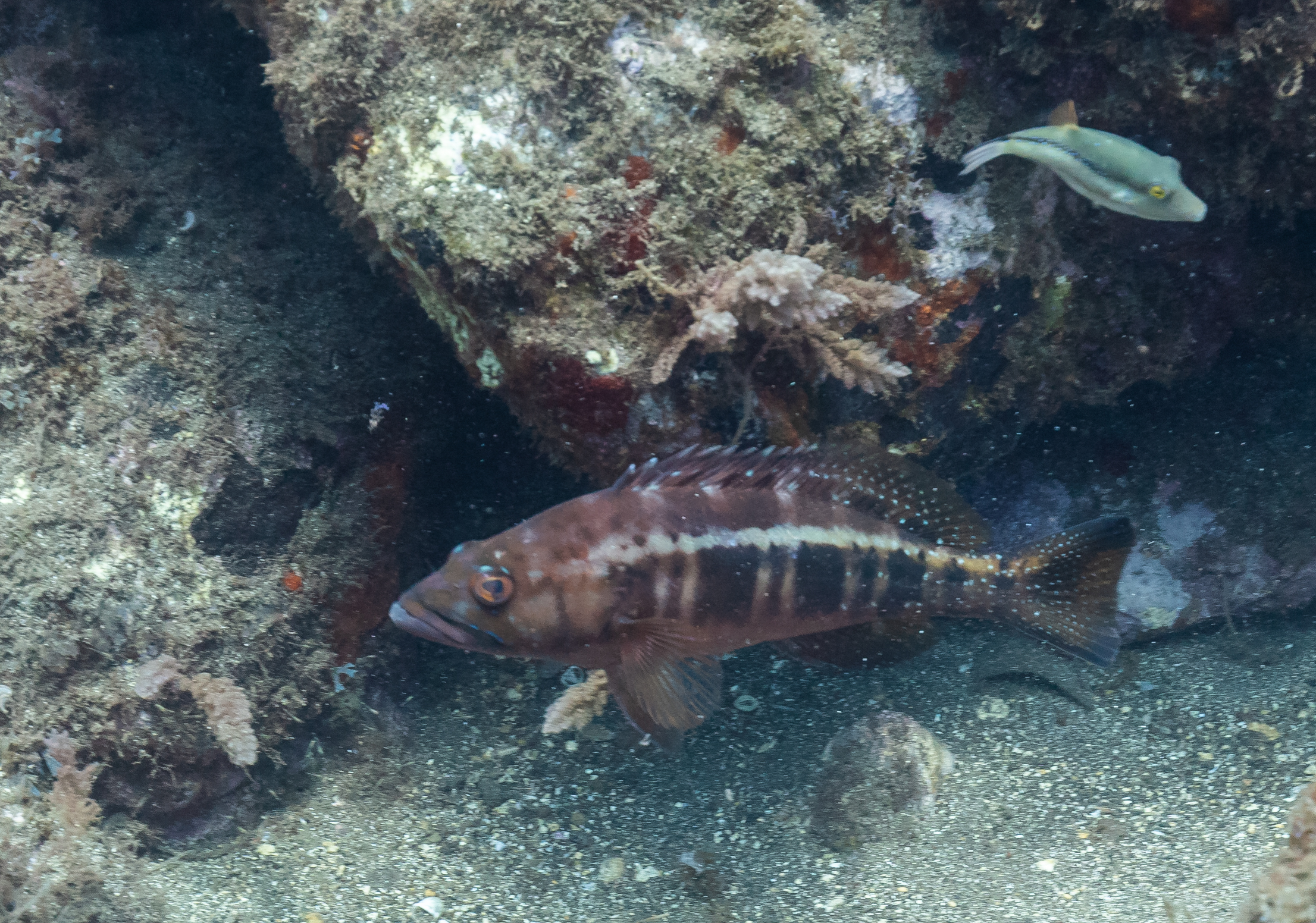
Serranus atricauda
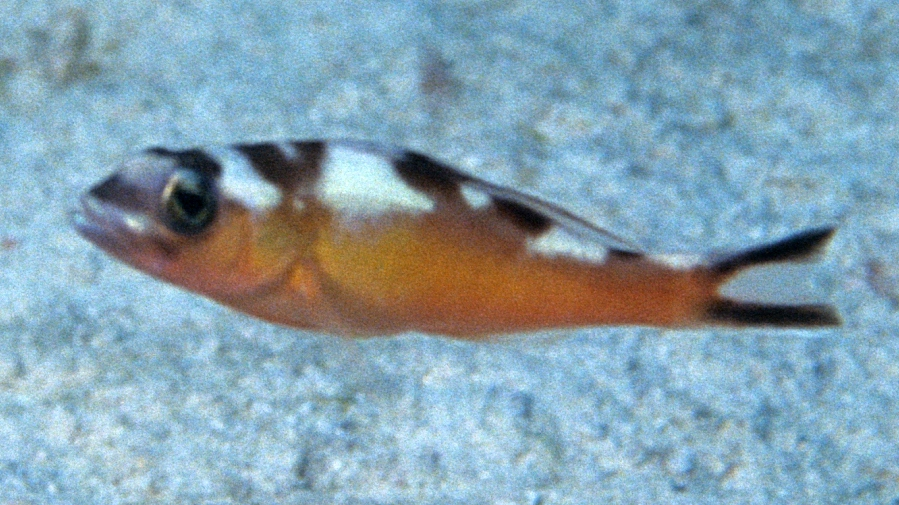
Serranus tabacarius